# Pusiola curta
Pusiola curta là một loài bướm đêm thuộc phân họ Arctiinae, họ Erebidae.